# Schloss Kleinkötz

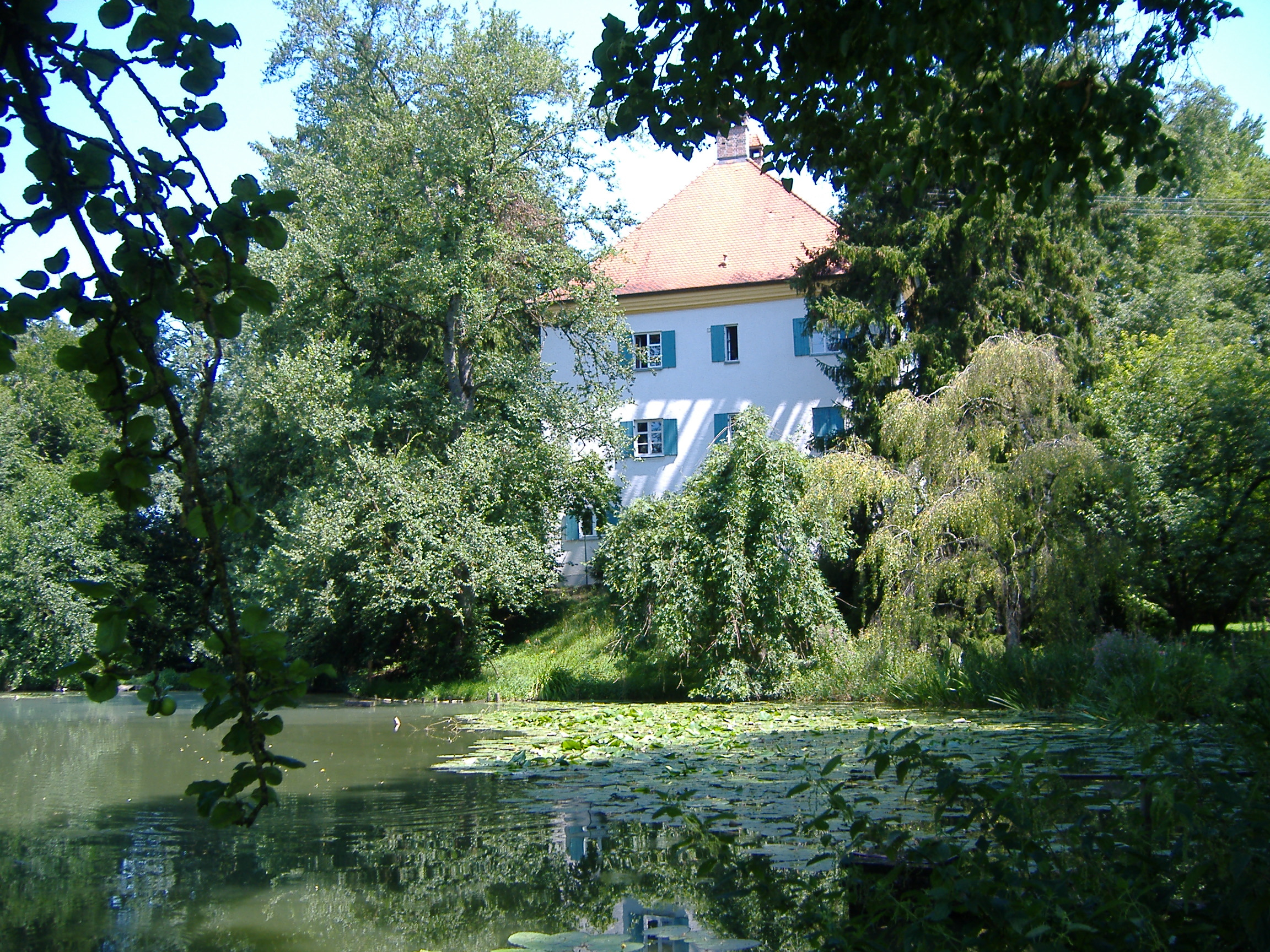
Vorgelagerter Fischweiher an der Westseite des Schlosses

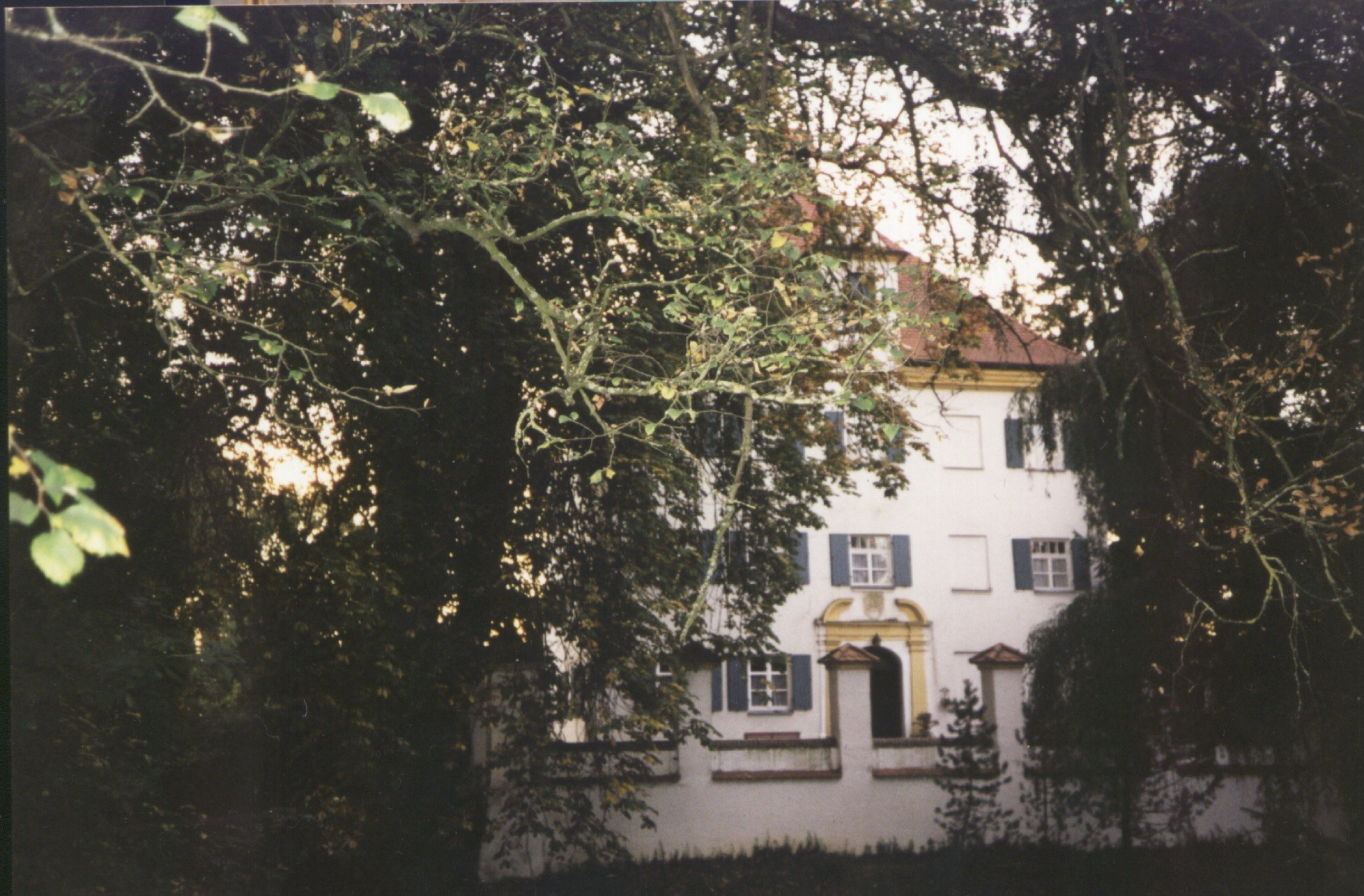
Blick von Osten auf das Eingangsportal

Blick von Nordosten

Das Schloss Kleinkötz liegt in Kleinkötz, einem Ortsteil der Gemeinde Kötz im Landkreis Günzburg. Das dreigeschossige barocke Walmdachgebäude ist umgeben von Fischteichen.

## Geschichte
Nach mehreren Besitzerwechseln kam im Jahre 1638 die Kleinkötzer Ortschaft als Lehen an den Augsburger Patrizier Doktor Johann Jakob Holzapfel, Rat des Statthalters Ott Heinrich Fugger. 1705 erhielt die Familie von Kaiser Joseph I. das Adelsbestätigungsdiplom. Das Geschlecht ließ von 1711 bis 1714 die schwer zerstörte Wasserburg zu einem barocken Schloss umbauen. Nachdem die Holzapfel von Herxheim ausgestorben waren, erwarb 1884 Ludwig Reinhold das Areal. Im Jahre 1917 ging Schloss Kleinkötz an Karl Jedelhauser über, der es 1930 an Carl Stierlin verkaufte. 
Das Schloss, das unter Denkmalschutz steht, ist umgeben von einem kleinen Park. Vor der Wallbrücke befinden sich die einstigen Wirtschaftsbauten mit einer zur Straße angelegten Toreinfahrt. Dem Schlossportal ist ein von Pfeilern umgebener Freiplatz vorgelagert. Das Schloss ist in Privatbesitz und nicht der Öffentlichkeit zugänglich.